# 3285 Ruth Wolfe
3285 Ruth Wolfe este un asteroid din centura principală, descoperit pe 5 noiembrie 1983, de Carolyn Shoemaker și Eugene Shoemaker.